# إنريكي سانز دي سانتاماريا
إنريكي سانز دي سانتاماريا (من مواليد 1974) هو مدير رياضي كولومبي أمريكي. تم تعيينه أمينًا عامًا لاتحاد الكونكاكاف في يوليو 2012.

## تعليم
حصل سانز دي سانتاماريا على درجة البكالوريوس في التسويق والإعلان من جامعة بوليتكنيكو جرانكولومبيانو ودرجة الماجستير في تسويق وإدارة الأحداث الرياضية من جامعة نيويورك في عام 1999.

## حياة مهنية
كان مرتبطًا ارتباطًا وثيقًا بعالم كرة القدم على المستوى الشخصي منذ الطفولة، وعلى المستوى المهني خلال السنوات الخمس عشرة الماضية. كان مسؤولًا عن أنشطة تطوير الأعمال في أدوار مختلفة ضمن منطقة الكونكاكاف في شركة "ترافيك سبورتس أمريكا"، وهي شركة تسويق كرة القدم الرائدة في أمريكا اللاتينية، وقد عمل على تعزيز وإدارة العلاقات مع ممثلي واتحادات الاتحاد الدولي لكرة القدم (الفيفا) واتحاد الكونكاكاف لأكثر من عقد من الزمان.
خلال فترة عمله مع "ترافيك سبورتس أمريكا"، أصبح جزءًا من الفريق الذي وضع الأساس لدوري أمريكا الشمالية لكرة القدم (دوري أمريكا الشمالية لكرة القدم) في الولايات المتحدة. عمل في الفريق الذي أسس العديد من أندية كرة القدم (أتلانتا سيلفرباكس، كارولينا ريلهوكس، وفورت لودرديل سترايكرز) وكان له دور حاسم في تطوير اللاعبين في المنطقة.
قبل منصبه الأخير، كان سانز دي سانتاماريا المؤسس والرئيس التنفيذي لشركة "ميديا سبورتس ماركتينغ"، وهي وكالة لتسويق كرة القدم، ونائب رئيس شركة "إنترفوريفر سبورتس"، وهي شركة رائدة في تسويق كرة القدم في منطقة الكونكاكاف. وقد قامت شركة "إنترفوريفر" ببيع حقوق البث التلفزيوني لمسابقات مثل كأس الكاريبي.

## قضية فساد
كان إنريكي سانز أحد أبطال أكبر قضية رشوة في كرة القدم تم اكتشافها على الإطلاق في أمريكا الشمالية. أسس البرازيلي خوسيه هاويلا، مالك ومؤسس مجموعة "ترافيك غروب"، شركته الفرعية في أمريكا الشمالية في عام 2003، برئاسة آرون ديفيدسون. قام ديفيدسون بتعيين إنريكي سانز نائبًا له. كانت وظيفته دفع رشاوى ضخمة لصناع القرار في الولايات المتحدة، حتى يقوموا بنسخ نموذج التشغيل الذي تتبعه الشركة في أمريكا الجنوبية في الولايات المتحدة. ثم قام المسؤولون المرتشون بمنح حقوق التسويق للأحداث الرياضية الكبرى لهم. وعندما تم الكشف عن دور إنريكي سانز في قضايا الرشوة في عام 2014، فيما يتعلق بقضية رشوة تجاوزت قيمتها 100 مليون دولار والتي اتهم فيها هاويلا، بدأ أيضًا العمل بشكل وثيق مع مكتب التحقيقات الفيدرالي لتخفيف عقوبته والشهادة ضد ديفيدسون، الذي ألقي القبض عليه في 6 مايو 2015 نتيجة لذلك.
في أعقاب فضيحة الفساد في الاتحاد الدولي لكرة القدم (فيفا)، وضعت اللجنة التنفيذية لاتحاد أمريكا الشمالية والوسطى والكاريبي (الكونكاكاف) أمينها العام إنريكي سانز في إجازة اعتبارا من 28 مايو/أيار 2015. تم فصله من منصبه في أغسطس 2015.  تم حظر سانز دي سانتاماريا من قبل لجنة الأخلاقيات بالفيفا.

## الحياة الشخصية
يعيش في فلوريدا اليوم، وهو مستثمر ومدير تجربة رئيسي في شركة "إي ويلز بولو".